# Königsbrunn am Wagram
Königsbrunn am Wagram  är en ort och kommun  i Österrike. Den ligger i distriktet Tulln och förbundslandet Niederösterreich, 40 km nordväst om huvudstaden Wien.
Kommunen består av sex orter (Ortschaften) (inom parentes invånarantal 1 januari 2024):
- Bierbaum am Kleebühel (292)
- Frauendorf an der Au (180)
- Hippersdorf (179)
- Königsbrunn am Wagram (574)
- Utzenlaa (141)
- Zaußenberg (68)